# Rückenwind
Rückenwind (tj. Vítr v zádech) je německý hraný film z roku 2009, který režíroval Jan Krüger podle vlastního scénáře. Film zachycuje prázdninovou cestu dvou kamarádů. Snímek měl světovou premiéru na Mezinárodním filmovém festivalu v Berlíně dne 10. února 2009.

## Děj
Johann a Robin spolu právě začali chodit a rozhodnou se strávit prázdniny na venkově. Nejprve jedou vlakem a poté na kolech přes brandenburskou oblast Ukerská marka. Přespávají v lese, kde ale jednoho dne zabloudí a ztratí svá kola. Při svém putování narazí na zchátralý statek, kde bydlí mladý Henri se svou matkou Grit. Johann se druhého dne baví s Henrim o svém vztahu k Robinovi a zjišťuje, že Henri je také gay. Johann a Robin zůstanou na statku několik dní a Henri jim ukazuje okolní krajinu.

## Obsazení
| Sebastian Schlecht | Johann |
| Eric Golub         | Robin  |
| Iris Minich        | Grit   |
| Denis Alevi        | Henri  |